# إيمانويل دوجبي
إيمانويل دوجبي (بالإنجليزية: Emmanuel Dogbe)‏ (6 يونيو 1992 - ) هو لاعب كرة قدم غاني في مركز الوسط. لعب مع أتفدابيرجس ونادي ميدياما وOskarshamns AIK ‏ ونادي إسكلستونا.

## روابط خارجية
- إيمانويل دوجبي على موقع قاعدة بيانات كرة القدم.إي يو (الإنجليزية)
- إيمانويل دوجبي على موقع Soccerway.com (الإنجليزية)